# Banco Espírito Santo
Banco Espírito Santo (kortweg BES) was een Portugese bank. In 2014 werd de bank genationaliseerd en gesplitst waarbij de gezonde delen verder gingen als Novo Banco (Nieuwe Bank) en de overige activiteiten als een bad bank achterbleven.
De bank kwam voort uit het Lissabonse Caza de Cambio (wisselkantoortje) van José Maria do Espírito Santo Silva dat ontstond in de tweede helft van de 19e eeuw.
Het bedrijf stond genoteerd aan de Euronext en was opgenomen in de Portugese nationale beursindex, de PSI-20. De Banco Espírito Santo had in juni 2007 een marktkapitalisatie van 8,5 miljard en een balanstotaal van 69,1 miljard euro.
Op 26 juli 2015 werd bekend dat de oud topman Ricardo Salgado hangende een corruptieonderzoek onder huisarrest was geplaatst.